# Zarudzie (sielsowiet Mołodów)
Zarudzie (biał. Заруддзе, Zaruddzie; ros. Зарудье, Zarudje) – wieś na Białorusi, w obwodzie brzeskim, w rejonie janowskim, w sielsowiecie Mołodów.

## Historia
W XIX i w początkach XX w. położone było w Rosji, w guberni grodzieńskiej, w powiecie kobryńskim, w gminie Osownica.
W dwudziestoleciu międzywojennym leżało w Polsce, w województwie poleskim, w powiecie drohickim, do 12 kwietnia 1928 w gminie Drużyłowicze, następnie w gminie Janów. W 1921 wieś liczyła 79 mieszkańców, zamieszkałych w 15 budynkach, w tym 78 Rusinów i 1 Polaka. Wszyscy oni byli wyznania prawosławnego.
Po II wojnie światowej w granicach Związku Sowieckiego. Od 1991 w niepodległej Białorusi.